# Cordia rickseckeri
Cordia rickseckeri är en strävbladig växtart som beskrevs av Charles Frederick Millspaugh. Cordia rickseckeri ingår i släktet Cordia, och familjen strävbladiga växter. Inga underarter finns listade i Catalogue of Life.